# 南开大学京津冀协同发展研究院
南开大学京津冀协同发展研究院，成立于2017年4月，与南开大学经济与社会发展研究院是“一个机构，两块牌子”，位于南开大学八里台校区文科创新楼。